# Geoff Richardson
Geoff Richardson (ur. 26 sierpnia 1924, zm. 20 sierpnia 2007) – brytyjski konstruktor i kierowca wyścigowy.

## Życiorys
Richardson nigdy nie uczestniczył w Mistrzostwach Świata Formuły 1, ale rywalizował w wielu nieoficjalnych wyścigach tej kategorii. Wystartował Rileyem w Grand Prix Wielkiej Brytanii 1948.
Od 1949 roku wystawiał samochód własnej konstrukcji, RRA (Richardson Racing Automobiles). RRA był zbudowany wokół części przedwojennego Rileya należącego do Percy'ego Maclure'a, w którym Richardson zastosował zbudowaną przez siebie ramę i silnik Riley (później także Alta). Samochodem tym w 1950 roku Richardson zajął trzecie miejsce w rozgrywanym według przepisów Formuły 1 Nottingham Trophy. Wygrał nim także kilka wyścigów Formuły Libre, w tym w 1951 roku National Gamston, a w sezonie 1954 – National Oulton Park i National Silverstone. W późniejszych latach ścigał się m.in. Lotusem Mark VIII (w Targa Florio 1955), Astonem Martinem DB3 i Ferrari 250 GT.
Wiosną 1975 roku założył firmę silnikową Geoff Richardson Racing Engines. Zmarł w 2007 roku.